# 156 a.C.

## Eventos
- Lúcio Cornélio Lêntulo Lupo e Caio Márcio Fígulo, pela segunda vez, cônsules romanos.
- Irrompe a Terceira Guerra Ilírica na Dalmácia e Panônia.

## Nascimentos
- Caio Mário, general e estadista romano